# Shinjuku Park Tower
La Torre Shinjuku Park (新宿パークタワー Shinjuku Pāku Tawā?) es el segundo rascacielos más alto de Shinjuku, Tokio. Fue diseñado por Kenzo Tange y se acabó de construir el 25 de abril de 1994. 

## Diseño
La torre está compuesta por tres bloques; la torre S, que tiene 235 m de altura y 52 pisos, la torre C que mide 209 m de alto con 47 pisos y la torre N de 182 m de altura y 41 pisos. Los pisos desde el 1 al 8 están ocupados por tiendas comerciales, los pisos que van del 9 al 37 se emplean como oficinas y del piso 39 al 52 está ocupado por el hotel de lujo Park Hyatt Tokyo.

## Organización de Pisos
| P39 - P52 (Pisos 39 a 52)     | P41 (Piso 41)                                              | P9 - P37 (Pisos 9 a 37)       |
| ----------------------------- | ---------------------------------------------------------- | ----------------------------- |
| Park Hyatt Tokyo              | Recepción del hotel                                        | Pisos de Oficinas             |
| P19 (Piso 19)                 | P11 (Piso 11)                                              | P8 (Piso 8)                   |
| Viviendas Taisei Park         | Clínica dental Torre Park Shinjuku Clínica Mareesia Garden | NHK                           |
| P3 - P7 (Pisos 3 a 7)         | P3 - P4 (Pisos 3 a 4)                                      | P3 (Piso 3)                   |
| Centro de Living Design Ozone | Tienda Conran Shinjuku                                     | Hall                          |
| P1 (Piso 1)                   | PB1 (Piso Bajo)                                            | PB2 - PB5 (Pisos Bajos 2 a 5) |
| Lobby, Galería, Atrio         | Tiendas y Restaurantes Lista de restaurantes & tiendas     | Aparcamiento                  |

## Curiosidades
La torre se hizo famosa al aparecer en la película Lost in Translation de Sofia Coppola.

## Galería

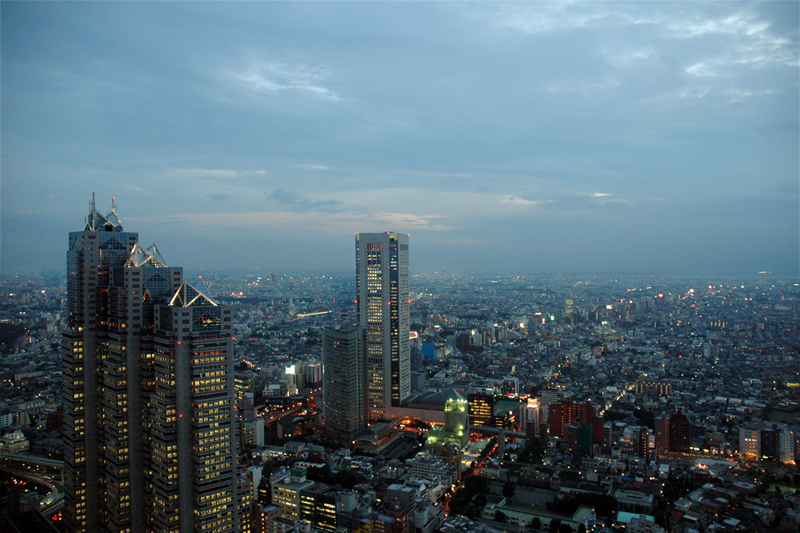
Vista al anochecer desde el Rascacielos Metropolitano de Tokio.
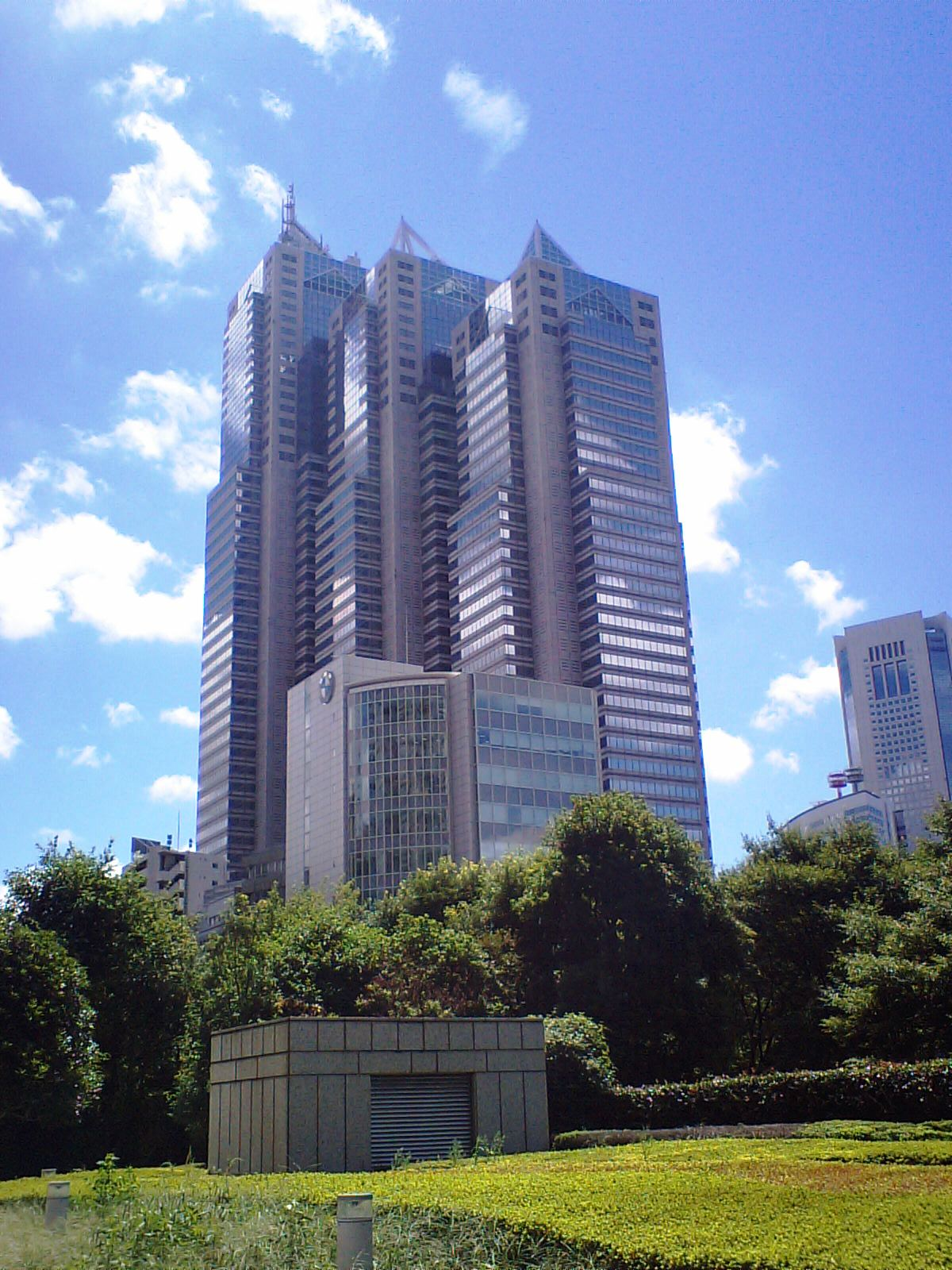
Vista desde los jardines adyacentes al TōChō
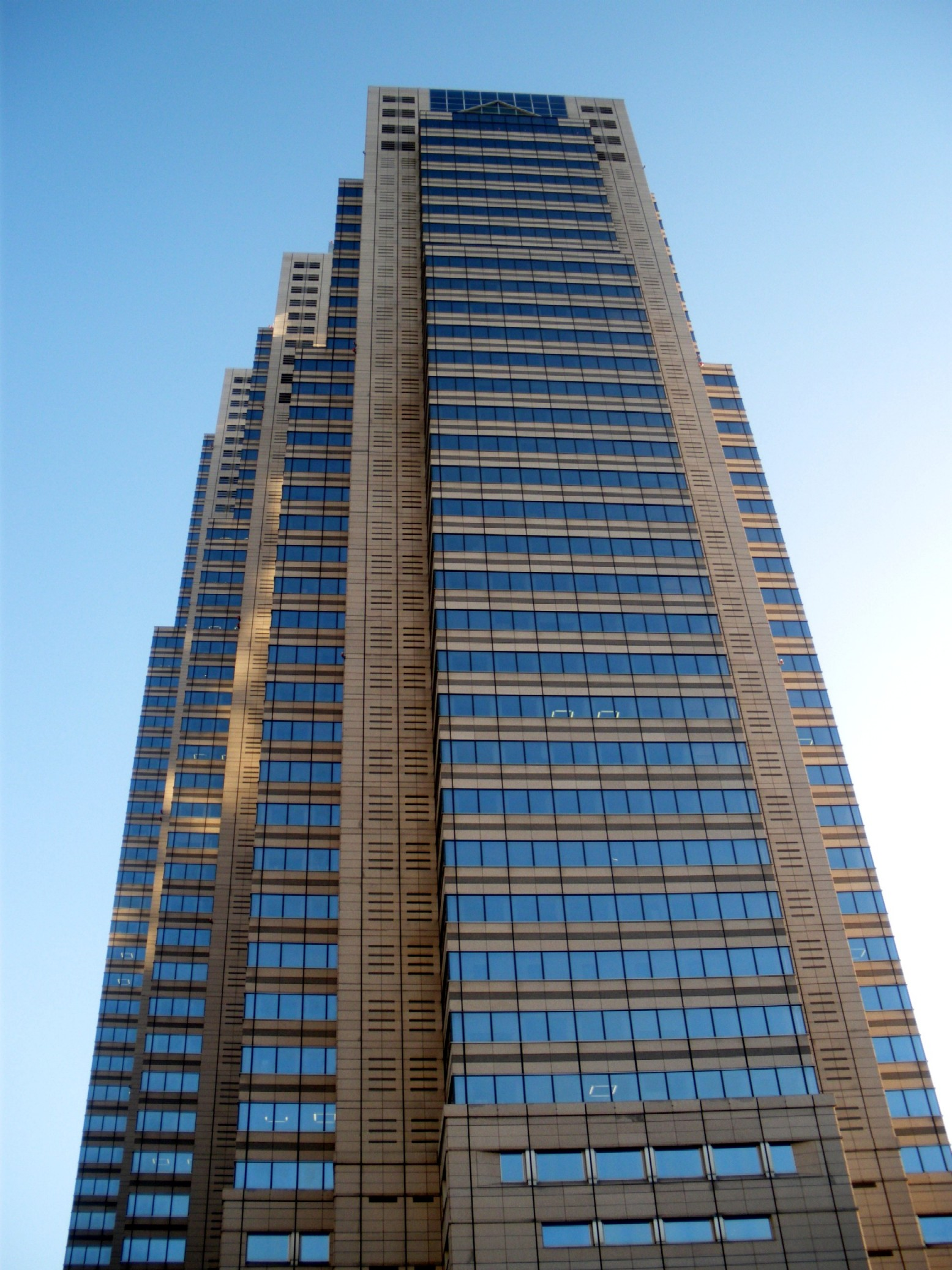
Vista a pie de calle en frente del rascacielos
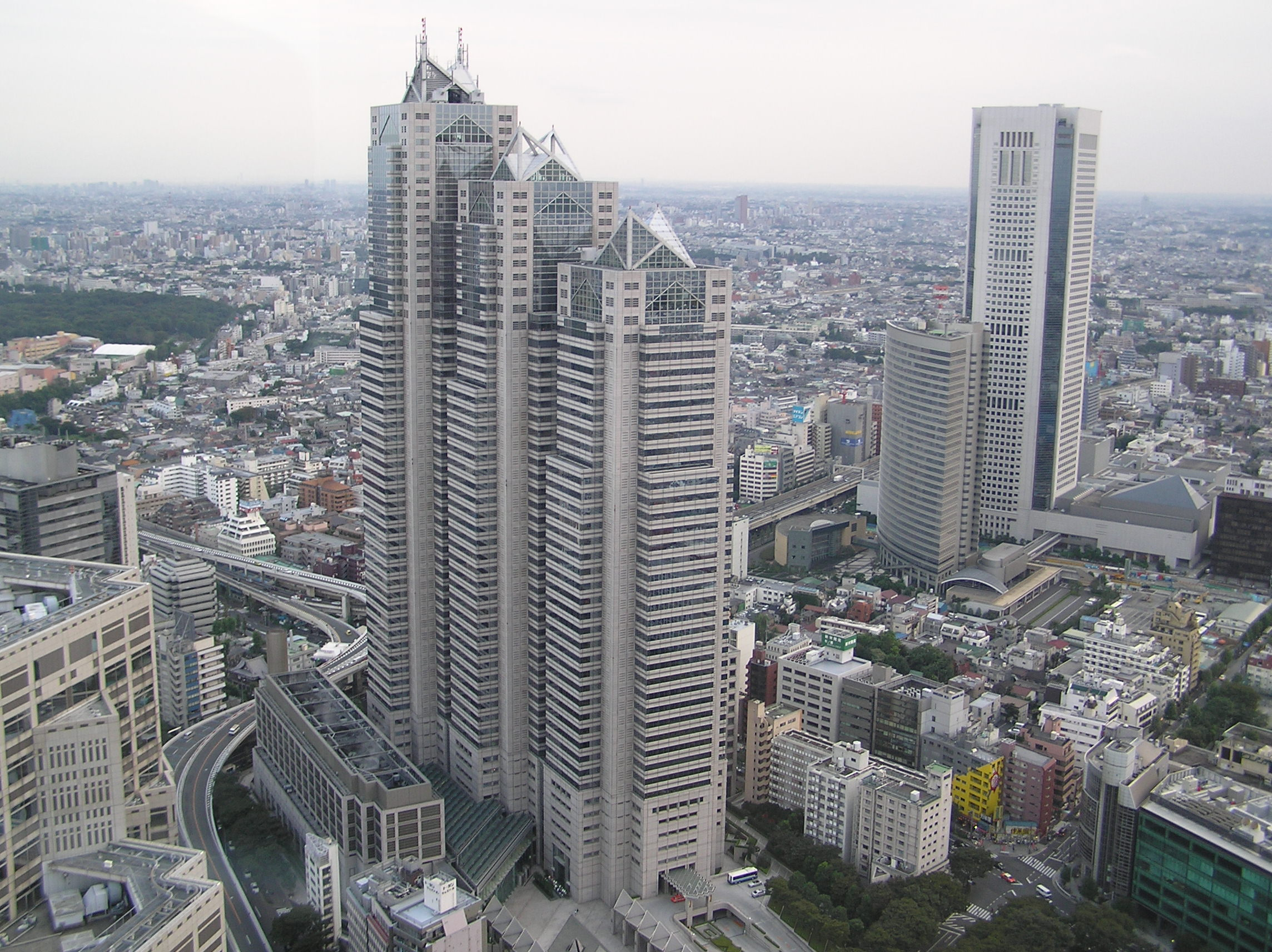
La torre al lado de la Ciudad de la Ópera de Tokio el 7 de diciembre de 2003
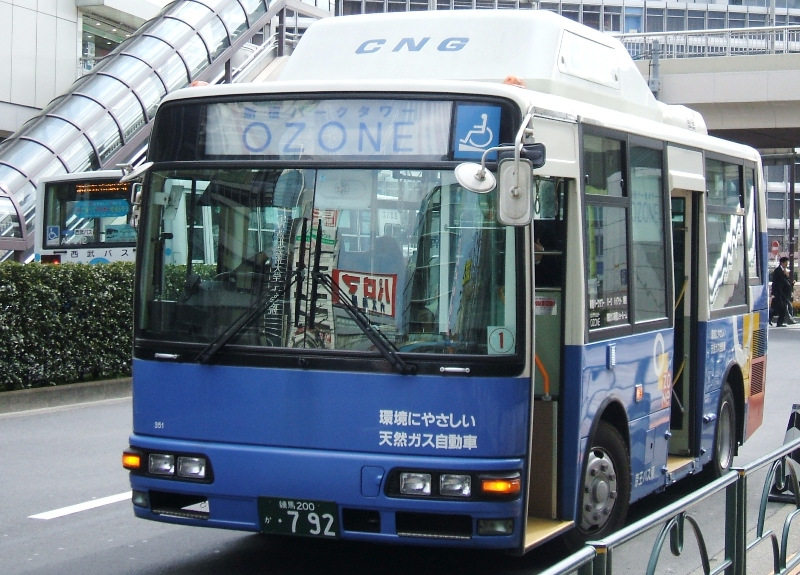
Autobús de motor de gas comprimido encargado del transporte a la torre
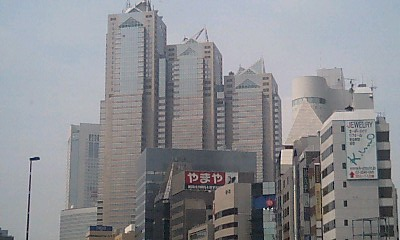
Vista desde la vía principal de Nishi-Shinjuku